# Młodzieżowe Mistrzostwa Polski Par Klubowych na Żużlu 1980
Młodzieżowe Mistrzostwa Polski Par Klubowych na Żużlu 1980 – zawody żużlowe, mające na celu wyłonienie medalistów młodzieżowych mistrzostw Polski par klubowych w sezonie 1980. Rozegrano dwa turnieje półfinałowe oraz finał, w którym zwyciężyli żużlowcy Polonii Bydgoszcz.

## Finał
- Bydgoszcz, 31 lipca 1980
- Sędzia: ?

| Miejsce | Kluby             | Suma  | Zawodnicy                                  | Punkty                          |
| ------- | ----------------- | ----- | ------------------------------------------ | ------------------------------- |
| złoto   | Polonia Bydgoszcz | 20    | Krzysztof Głowacki Zbigniew Bizoń          | 13 (3,3,3,2,2) 7 (2,2,2,0,1)    |
| srebro  | Apator Toruń      | 19 +3 | Wojciech Żabiałowicz Krzysztof Kwiatkowski | 11 +3 (3,w,2,3,3) 8 (2,3,1,1,1) |
| brąz    | ROW Rybnik        | 19 +u | Bronisław Klimowicz Antoni Skupień         | 4 (1,1,0,2,0) 15 +u (3,3,3,3,3) |
| 4       | Wybrzeże Gdańsk   | 15    | Mirosław Berliński Jan Kołacki             | 11 (1,2,3,3,2) 4 (0,0,2,2,0)    |
| 5       | Stal Rzeszów      | 7     | Ryszard Romaniak Marian Darzycki           | 7 (1,1,1,1,3) 0 (0,0,0,0,0)     |
| 6       | Unia Tarnów       | 7     | Stanisław Kępowicz Kazimierz Placek        | 7 (2,2,1,1,1) 0 (d,d,d,–,–)     |